# Національний інститут імені Оссолінських
Національний інститут імені Оссолінських (також — Національний заклад імені Оссолінських) (пол. Zakład Narodowy im. Ossolińskich) або Оссолінеум (пол. Ossolineum) — польська науково-культурна інституція, розташована у Вроцлаві (Республіка Польща).
Установа належить до найважливіших та найдавніших польських культурних осередків з багатою бібліотечною колекцією, у складі якої — першорядні для польської культури стародруки, зокрема «De revolutionibus…» (1543) Миколая Коперника чи «Пісні» Яна Кохановського (1586), і рукописи, зокрема автограф поеми «Пан Тадеуш» (1843) Адама Міцкевича.
Джерелом фінансування Інституту, заснованого у Львові, початково були доходи від земельних маєтків фундатора Юзефа Максиміліана Оссолінського, управління якими здійснювали куратори. Після виселення поляків зі Львова і зміни кордону в 1945 році Оссолінеум як інституцію разом із третиною його фондів було переміщено до Вроцлава, де він знаходиться дотепер.
Сьогодні інституція продовжує здійснювати свою місію як національна фундація, що діє на підставі фундаційного акту про Національний інститут імені Оссолінських. Відповідно до акту, Інститут перебуває під патронатом Президента Республіки Польща, а безпосередній нагляд здійснює Рада Кураторів у складі тринадцяти осіб. До основних завдань фундації належить забезпечення роботи Національної бібліотеки Оссолінеуму, що полягає у примноженні, опрацюванні та популяризації її збірок, підтримка та проведення науково-дослідної роботи, а також видавнича діяльність. Від 1933 року Інститут видає найдавнішу у Польщі серію «Biblioteka Narodowa» («Національна Бібліотека»), започатковану 1919 року у Кракові.
До структури Інституту належать: Бібліотека Оссолінеуму (1816), Музей князів Любомирських (1823), Видавництво Оссолінеуму (1827), Музей «Пана Тадеуша» (2016).

## Історія

### Заснування і розвиток до 1939 року
Інститут, який у 1817 році уфондував для польського народу Юзеф Максиміліан Оссолінський, розпочав свою діяльність 1827 року у Львові. До 1939 року до структури Інституту належали Бібліотека, Видавництво і Музей князів Любомирських.
Від заснування і аж до 1945 року Національний інститут ім. Оссолінських було розміщено у приміщенні колишнього монастиря й костелу сестер ордену кармеліток взутих на вул. Оссолінських, 2 у Львові (тепер — вул. В. Стефаника). Після першого поділу Речі Посполитої й касації багатьох монастирів, яку здійснив австрійський імператор Йосиф II, приміщення монастиря і костелу перебувало у стані руїни. Реставрацію було здійснено зусиллями Юзефа Бема і Єжи Ґлоґовського — архітектора, маляра і графіка, який переїхав до Львова із Кракова. У 1823 році до Інституту на правах окремого відділу було приєднано Музей князів Любомирських, засновником якого був князь Генрик Любомирський.
Після включення Галичини до складу Австрійської імперії Оссолінеум залишався центром польського наукового життя і належав до найважливіших осередків розвитку польської культури в часи окупації і насильницької германізації. Для Інституту це був період переслідувань, поліційних обшуків та арештів працівників.
Згідно із намірами засновника, Оссолінеум став одним із найважливіших осередків дослідження польської історії і літератури, у посіданні якого — одна із найбільших книгозбірень у Польщі, що включає численну збірку рукописів і автографів, а також середньовічних манускриптів та найдавніших друків.
У 1926 році повстало Товариство приятелів Оссолінеуму, членами якого були Освальд Бальцер, Юзеф Бялиня-Холодецький, Броніслав Ґубринович, о. Адам Ґюркович, Генрик Копіа, Адам Кринський, Авґуст Лозинський.
З Оссолінеумом пов'язані також менші архіви і книгозбірні: Яблоновських, Понінських, Павліковських, Скарбків, Бальцера, Сапєг, Любомирських, Мнішків.
До Другої світової війни Оссолінеум був головним польським науково-культурним та видавничим осередком у Львові. Інститут тісно співпрацював з різними, як польськими, так і українськими, культурно-науковими інституціями, здійснював широкий книгообмін. Інститут був також важливим центром українського інтелектуального середовища. Зокрема, співробітниками Оссолінеуму були українці Микола Михалевич та Іван Вагилевич — поет, громадський діяч, представник «Руської трійці». З інституцією тісно пов'язана діяльність українських просвітників Івана Могильницького, Маркіяна Шашкевича та ін. Матеріали для своїх наукових досліджень в оссолінській книгозбірні знаходили провідні українські науковці та письменники, зокрема Михайло Грушевський, Іван Франко, Василь Щурат, Іван Крип'якевич, Михайло Возняк, Пантелеймон Куліш, Антін Петрушевич, Михайло Драгоманов та ін. Долучалися українці і до формування колекції Оссолінеуму. Дарувальниками Інституту були, зокрема, Михайло Драгоманов, Іван Франко, Богдан і Олександр Барвінські, Михайло Грушевський тощо.

### Радянська окупація
Після захоплення Львова радянськими військами у вересні 1939 року Оссолінеум зазнав серйозної реорганізації. У 1940 році окупанти позбавили Національний інститут ім. Оссолінських юридичного статусу, націоналізували його збірки, а саму інституцію на правах філії приєднали до Академії Наук УРСР. Під час першої радянської окупації Львова з Оссолінеуму у власність держави було вилучено, зокрема,  коштовності, золоті і срібні вироби, які на правах приватних депозитів було раніше передано від польської знаті.

### Німецька окупація
У часі німецької окупації (29 червня 1941 — 27 липня 1944) бібліотеку Оссолінеуму було включено до структури німецької Державної бібліотеки Львова (нім. Staatsbibliothek Lemberg). На початку 1944 року німецька влада постановила евакуювати львівські бібліотечні колекції. Крім Оссолінеуму це розпорядження стосувалося теж бібліотек Університету і Політехніки, а також Наукового товариства ім. Т. Шевченка.
Два транспортні засоби для евакуації підготував тогочасний керівник Оссолінеуму професор Мечислав Ґембарович. Всупереч до чітких інструкцій німців вивозити передовсім німецьку фахову літературу і підручні книгозбірні головних читальних залів, до транспортування було приготовано найцінніші і старанно відібрані пам'ятки з колекції Оссолінеуму (бл. 2300 рукописів, бл. 2200 документів (дипломів), бл. 1700 стародруків та бл. 2400 графічних творів з зібрання Музею Любомирських і колекції Павліковських, а також кількасот монет і медалей). До цих пам'яток було долучено бл. 170 найцінніших рукописів з іншої польської фундаційної книгозбірні — Бібліотеки Баворовських та найвартісніші манускрипти й інкунабули з Університетської бібліотеки у Львові. До евакуйованих літературних матеріалів XIX та XX ст. належали: автограф поеми «Пан Тадеуш» Адама Міцкевича, рукописна спадщина  Юліуша Словацького (зокрема автографи драм «Мазепа» і «Лілля Венеда», поеми «Король Дух») і Александера Фредра (зокрема автографи творів «Пан Йов'яльський», «Шлюб панянський», «Помста» і «Пожиттєва рента»), а також автографи творів Северина Гощинського, Теофіла Ленартовича, Джозефа Конрада (Коженьовського), Генрика Сенкевича (зокрема автограф роману «Потоп»), Юзефа-Ігнація Крашевського, Яна Каспровича, Владислава Реймонта (зокрема автограф роману «Селяни»), Стефана Жеромського.
Крім того, було евакуйовано рукописні матеріали львівських вчених: Войцеха Кентшинського, Людвіка Бернацького, Освальда Бальцера, Кароля Шайнохи, а також архів галицьких діячів селянського руху Болеслава і Марії Вислоухів. Із документів (дипломів) для евакуації було відібрано передусім найдавніші і найцінніші пам'ятки, зокрема документи папи Григорія IX 1227 року і сілезького князя Генрика Бородатого 1229 року.
Евакуйовані збірки Оссолінеуму впродовж березня — квітня 1944 року дісталися до Кракова, де у безпечних підвалах Яґеллонської бібліотеки мали зберігатися до закінчення воєнних дій. Проте влітку 1944 року німці несподівано вивезли ці матеріали далі на Захід і розмістили їх в Аделіні (Адельсдорфі) (тепер — с. Заґродно) біля м. Злоториї в Нижній Сілезії. Щасливо переживши там війну, у 1947 році збірки надійшли до бібліотечних фондів Оссолінеуму, який відновив свою роботу у Вроцлаві.

### Друга радянська окупація і поділ колекції
Після повторного захоплення Львова радянськими військами, від 1944 року, Оссолінеум функціонував у статусі т. зв. Польського сектору Львівської бібліотеки Академії наук УРСР. Цього року у Львові було вперше розпочато т. зв. «акцію з очищення музейних і бібліотечних збірок від шкідливих творів», яка полягала у затиранні 600-літньої присутності польської культури на цих землях шляхом вилучення різного типу «ідеологічно неправильних» матеріалів і експонатів. Операцією керував новопризначений заступник директора Львівського музею українського мистецтва Василь Любчик — художник, член КПРС, скерований до Львова для боротьби з націоналістичними та формалістичними проявами в мистецтві.
Упродовж 1946—1947 рр. радянська влада здійснила розподіл львівських збірок Оссолінеуму. Головний принцип поділу полягав у тому, що всі матеріали, які походили або стосувалися земель на схід від лінії Керзона, а особливо матеріали, пов'язані (з точки зору української комісії) з історією і культурою Західної України, а також в той чи інший спосіб з Росією, Білоруссю, Поділлям, Волинню, Литвою, Туреччиною тощо, мали залишитися у Львові. Цього принципу було дотримано навіть щодо матеріалів, у яких з'являлася хоча б одна згадка, яка стосувалася теренів Західної України.
Упродовж 1949—1952 рр., згідно з рішенням секретаря Львівського обласного комітету КП України Костянтина Литвина, «шкідливі польські експонати», відібрані у рамках операції з «очищення збірок» 1944 року та зібрані у 70 скринях, було назавжди знищено, ймовірно, на території Оссолінеуму. Не збереглося жодного офіційного переліку цих пам'яток.
З бібліотеки Оссолінеуму до Польщі радянське керівництво планувало початково передати заледве 30 тисяч томів книг. Це число кількаразово зростало, і врешті остаточно в травні 1946 року досягло 150 тисяч (стародруків, видань XIX і XX ст., рукописів), що становило лише бл. 15-20 % від цілої колекції. При цьому поза увагою залишилися зібрання графіки, картографії та майже уся збірка польської преси XIX-ХХ ст.
Під час розподілу збірок було застосовано досить оригінальні критерії. Польській стороні не повернуто, зокрема, акт абдикації короля Станіслава Авґуста, оскільки він постав у Гродні, лещинські друки Яна Амоса Коменського, які було зараховано до богеміки, різні видання, пов'язані з дисидентським рухом, матеріали у справах Барської конфедерації, дипломатичну кореспонденцію, що стосувалася поділів Речі Посполитої.
Збірки зі Львова прибули до зруйнованого ще на той час Вроцлава у 1946 році як «дар радянського народу для польського народу».

### Післявоєнний період
Перевезені зі Львова збірки було розміщено в приміщенні колишнього монастиря Ордену Св. Хреста з Червоною зіркою, у якому від початку XIX ст. діяла чоловіча католицька гімназія св. Матвія. Будинок було відремонтовано, і вже в 1947 році відкрито читальний зал.
Розпорядженням Голови Ради Міністрів Польської Народної Республіки від 28 квітня 1948 року було оголошено статут неприбуткової громадської організації «Товариство приятелів Оссолінеуму».
У 1953 році Національний інститут ім. Оссолінських було включено до структури Польської Академії Наук (ПАН) і поділено на дві інституції: Національний інститут ім. Оссолінських — Бібліотека ПАН та Національний інститут ім. Оссолінських — Видавництво ПАН.

### Сучасний період
У 1995 році фундацію «Національний інститут ім. Оссолінських» було реституйовано, у 2007 році відновлено Музей князів Любомирських, який функціонує як відділ Інституту. В 1990‑х роках видавництво було комерціалізоване, проте в 2007 році  Національний інститут ім. Оссолінських став його найбільшим акціонером. 2013 року видавництво було повернуто до структури Оссолінеуму. У 2016 році повстала нова структурна одиниця Оссолінеуму — Музей «Пана Тадеуша».
У 2001 році Національний інститут ім. Оссолінських став лауреатом IX Премії ім. проф. Александра Ґейштора. Нагороду було присуджено за 190-річну діяльність у галузі надбання і комплектування найцінніших архівних і книжкових пам'яток, що мають виняткове значення для польської культури.
У Львові у колишньому приміщенні Національного інституту ім. Оссолінських сьогодні функціонує Львівська національна наукова бібліотека України ім. Василя Стефаника.

### Представництво Оссолінеуму у Львові
Від 2006 року у Львові діє Представництво Національного інституту ім. Оссолінських у Вроцлаві, розміщене у відремонтованому приміщенні колишньої Бібліотеки Баворовських (сьогодні — Інститут досліджень бібліотечних мистецьких ресурсів ЛННБУ). До 2010 року функцію Представника Оссолінеуму у Львові виконували Дам'ян Цярцінський (до 2008 р.) і Станіслав Басарабович. Від 2010 р. цю посаду займає Вікторія Маліцька. Головне завдання Представника Оссолінеуму полягає в налагодженні співпраці з ЛННБУ ім. В. Стефаника, а також з іншими львівськими інституціями, до яких після війни потрапили твори зі збірки Музею Любомирських, зокрема з Львівською національною галереєю мистецтв ім. Б. Возницького, Львівським історичним музеєм, Музеєм етнографії та художнього промислу Інституту народознавства НАН України та Львівським музеєм історії релігії. Представник Оссолінеуму у Львові бере участь у копіюванні львівських збірок, інформує про стан збереження пам'яток і необхідність їхньої реставрації. Від 2012 року в ЛННБУ ім. В. Стефаника триває процес оцифрування оссолінської збірки польської преси 1801—1939 рр.; у 2016 році Оссолінум реалізував проєкт оцифрування колекції польських рисунків із фондів колишнього Музею Любомирських.
Важливим елементом співпраці обох інституцій — ЛННБУ ім. В. Стефаника та Оссолінеуму — є «Оссолінські Зустрічі», організовані під патронатом Генерального Консула РП у Львові від 2006 року. Учасниками цих зустрічей є знані представники культури, науки і політики, які займаються проблемами польсько-українських взаємин. До 2019 року «Оссолінські Зустрічі» відбувалися першої середи кожного місяця у головному корпусі ЛННБУ ім. В. Стефаника. Від 8 листопада 2010 року в рамках проєкту «Разом в Європі», реалізованого спільно з Консульством РП у Львові, гості, запрошені на «Оссолінські Зустрічі», проводили теж лекції для студентів львівських університетів.
Свідченням близької співпраці ЛННБУ ім. В. Стефаника та Оссолінеуму було встановлення у 2015 році на головному корпусі бібліотеки пам'ятної таблиці, яка нагадує, що з ініціативи фундатора — гр. Юзефа Максиміліана Оссолінського — від 1827 до 1939 року у цих стінах функціонував Національний інститут ім. Оссолінських.
З ініціативи НІіО та за фінансової підтримки Національного інституту польської культурної спадщини 20 грудня 2018 року у Львові було встановлено пам'ятно-інформаційну таблицю, присвячену Мечиславу Ґембаровичу — знаному мистецтвознавцю, професору Львівського університету, останньому директору львівського Оссолінеуму. Таблицю облаштовано на фасаді кам'яниці, у якій проф. Ґембарович мешкав упродовж 52 років (вул. Я. Стецька, 9; раніше — вул. Сенаторська). Стараннями Представника Оссолінеуму у Львові в рамках програми «Dziedzictwo Kulturowe» Міністерства культури і національної спадщини РП на Личаківському кладовищі у Львові відновлено надгробки директорів Оссолінеуму — Авґуста Бельовського, Войцеха Кентшинського та Мечислава Ґембаровича. Останків одного з директорів — Людвіка Бернацького, якого в 1939 році було поховано на подвір'ї Оссолінеуму біля підніжжя Цитаделі, попри пошукові роботи, проведені у 2013 році, на місці поховання віднайти не вдалося. Тому 2014 року, під час вшанування 75-ї річниці його смерті, до родинного гробівця на Личаківському цвинтарі було вкладено лише урну з землею з місця поховання Людвіка Бернацького.
У 2017 році з нагоди 200-літнього ювілею Оссолінеуму було організовано низку урочистостей у Вроцлаві та Львові. У Львові, зокрема, під гаслом «Польща і Україна: вчора — сьогодні — завтра» відбувся цикл спеціальних ювілейних «Оссолінських Зустрічей», у яких взяли участь посли Польщі та України, а також мери Львова і Вроцлава.
Початком відзначення річниці Оссолінеуму у Львові була виставка «Пінзель — Мияк: Зустріч» (17 березня — 18 червня 2017 р.), організована у колишньому костелі кларисок (сьогодні — Музей Йоана Пінзеля ЛНГМ ім. Б. Возницького), на якій поруч із творами видатного майстра періоду бароко було представлено сучасну скульптуру проф. Адама Мияка — ректора Варшавської академії мистецтв. У ЛННБУ ім. В. Стефаника у рамках відзначення 200-ліття Оссолінеуму було реалізовано кілька виставок, на яких було експоновано твори з довоєнної оссолінської колекції:
- Національний інститут ім. Оссолінських у Львові: документи відділу рукописів.
- Оссолініана в зібранні стародруків відділу рідкісної книги.
- Оссолінська періодика в зібранні відділу періодичних видань ім. Мар'яна та Іванни Коців.
- Україніка в графічній колекції колишнього Музею Любомирських.

Найважливішою подією, організованою у Львові з нагоди 200-річчя Оссолінеуму, була виставка живопису, пастелі і скульптури з довоєнної колекції Музею Любомирських, яку під назвою «Музей Князів Любомирських. Не/забута історія» було експоновано у залах ЛНГМ ім. Б. Возницького (5 жовтня 2017 р. — 21 січня 2018 р.), а з 22 лютого по 1 липня 2018 року — в залах Оссолінеуму у Вроцлаві.
Результатами наукової співпраці НІіО  та ЛННБУ ім. В. Стефаника є видання, присвячені архівним та книжковим зібранням з історичної колекції Оссолінеуму, що зберігаються сьогодні у Львові:
- Informator o polonikach w zbiorach rękopiśmiennych LNNBU im. W. Stefanyka = Інформатор про полоніку в рукописних фондах ЛННБУ ім. В. Стефаника (у 2-х томах: Т. 1 — 2010 р., Т. 2 — 2015 р.)[11].
- Katalog druków XVI wieku z historycznej kolekcji Ossolineum = Каталог рідкісної книги 16 ст. з історичної колекції Оссолінеуму (2017 р.)[12].
- B. Długajczyk, L. Machnik, Muzeum Lubomirskich 1823—1940. Zbiór malarstwa = Музей Любомирських 1823—1940. Колекція картин (2019 р.)[13].
- A. Soroko, Rysunki artystów polskich z Muzeum Lubomirskich we Lwowie = Рисунки польських художників з Музею Любомирських у Львові (2020 р.)[14].

Сучасна діяльність Оссолінеуму у Львові спрямована на збереження історичної оссолінської колекції та польської культурної спадщини, полягає насамперед в налагодженні та підтриманні тісних контактів з українськими партнерами.

## Бібліотека Національного інституту ім. Оссолінських
З огляду на національний характер інституції, найбільшу частину її колекції складає полоніка. Відповідно до профілю, бібліотека здійснює комплектування усього польського наукового і літературного доробку.  Оссолінеум посідає рукописи провідних польських письменників і поетів: Адама Міцкевича, Юліуша Словацького, Адама Асника, Генрика Сенкевича, Яна Каспровича, Владислава Реймонта, Стефана Жеромського, Тадеуша Ружевича та ін.
До Другої світової війни бібліотека Оссолінеуму налічувала більше 220 тис. творів, понад 6 тис. рукописів, понад 9 тис. автографів, понад 2 тис. дипломів і понад 3 тис. мап (збірка Ю. М. Оссолінського у 1827 році містила 10 121 твір в 19 055 томах і дублетах, 567 рукописів у 715 томах, 133 мапи, 1445 творів графіки).
В Оссолінеумі зберігалася також найбільша в Польщі комплектна збірка польської преси XIX-ХХ ст., яка після Другої світової війни залишилася у Львові.

### Доля  бібліотечних збірок
Львів

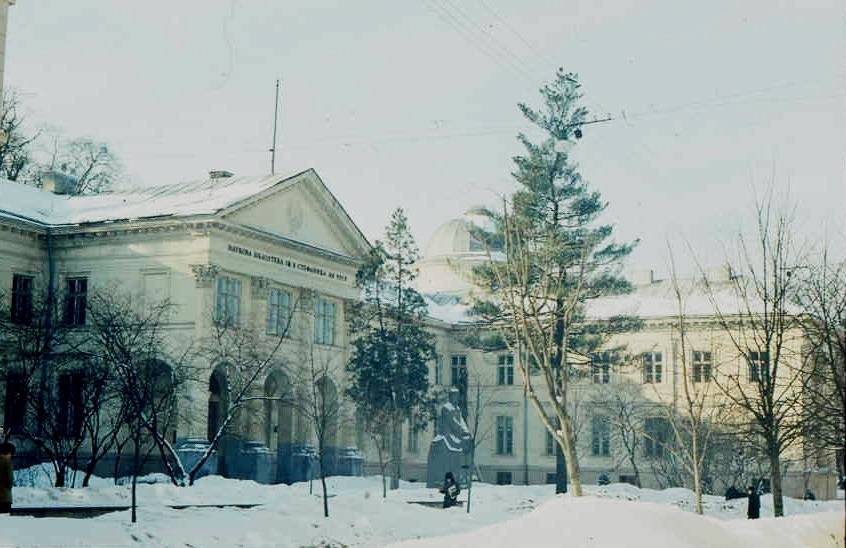
Будівля Оссолінеуму у Львові. 1975

У Львові залишилося винятково багате зібрання польської преси, яке впродовж багатьох років зберігалося в приміщенні колишнього єзуїтського костелу, а нині — гарнізонного храму свв. апп. Петра і Павла (у 2010 році рішенням Львівської міської ради церкву було передано УГКЦ). У 2001—2003 рр. цю збірку було перенесено до Відділу періодичних видань ЛННБ України ім. В. Стефаника (вул. Ковжуна, 8). Книжкову частину колекції у 2011 році було перевезено з костелу до нового фондосховища на вул. Авіаційній, 1.
Вроцлав
У 1947 році на базі тієї частини збірок львівського Оссолінеуму, яку вдалося отримати від радянської сторони, наново повстала Бібліотека Оссолінеуму у Вроцлаві, розміщена в колишньому бароковому монастирському комплексі Ордену Св. Хреста з Червоною зіркою. Джерелом утримання Бібліотеки в нових історичних умовах, після націоналізації в 1945 році земельних маєтків засновника, став державний бюджет. Від 1953 року, тобто від моменту становлення Польської академії наук, Бібліотека і Видавництво Оссолінеуму увійшли до її складу як дві окремі інституції. 2 липня 2012 року надзвичайні збори акціонерів товариства «Видавництво Оссолінеуму» прийняли рішення про ліквідацію фірми. Міністерство культури виділило 600 тис. злотих для викуплення прав на товарний знак «Видавництво Оссолінеуму», аби його доробок перейшов до фундації Національного інституту ім. Оссолінських.
Сучасна історія збірок
Постановою від 5 січня 1995 року Національному інституту ім. Оссолінських надано статус фундації з бюджетним фінансуванням. У такий спосіб Оссолінеум перестав належати до структури Польської академії наук. Контакти Оссолінеуму з Львівською національною науковою бібліотекою України ім. В. Стефаника було нав'язано на початку 1990-х років. У 1997 році Польща подала до української сторони прохання про повернення оссолінських колекцій, залишених у Львові. Після прориву в перемовинах, у 2003 році підписано угоду з ЛННБУ ім. В. Стефаника щодо взаємного копіювання збірок: полоніки у Львові й україніки у Вроцлаві. Оссолінеум отримав можливість повного доступу до польських колекцій, що зберігаються в ЛННБУ ім. В. Стефаника, з можливістю їхнього опрацювання й копіювання (сканування і мікрофільмування), яке здійснюють польські спеціалісти.
Збірки бібліотеки налічують 1 800 000 одиниць (станом на 2015 р.). Серед них — книжкові й періодичні видання, рукописи, стародруки, рисунки, екслібриси, медалі, монети, печатки, документи, мікрофільми.

## Видатні працівники
Літературні куратори і віцекуратори
- гр. Ян Вінцентій Бонковський 1818—1826
- кн. Генрик Любомирський 1827—1850
- гр. Маврицій Дідушицький 1851—1869
- кн. Єжи Генрик Любомирський 1869—1872
- гр. Казімеж Красіцький 1872—1882
- кн. Анджей Любомирський

Заступники кураторів
- Микола Михалевич 1826—1827
- о. Францішек Сярчинський 1827—1829
- Тадеуш Васілевський 1829
- гр. Ксаверій Весьоловський 1829—1832
- Константій Слотвінський 1832—1833
- гр. Іґнацій Красіцький 1833—1834
- Ґвальберт Павліковський 1834—1847
- кн. Єжи Любомирський 1847—1851
- Антоній Малецький 1869—1872 і 1882—1913
- Іґнацій Дембовський 1923

Директори
- о. Францішек Сярчинський 1827—1829
- Константій Слотвінський 1831—1834 (1837)
- Адам Клодзінський 1839—1849
- Авґуст Бельовський 1850—1876
- Войцех Кентшинський 1876—1918
- Людвік Бернацький 1918—1939
- Мечислав Ґембарович, Владислав Тадеуш Віслоцький, Казімеж Тишковський 1939
- Єжи Борейша 1939—1940
- Мечислав Ґембарович 1941—1946
- Антоній Кнот 1947—1949
- Евґеніуш Шляпак 1949—1953
- Францішек Паячковський 1953—1970
- Бернард Януш Альбін 1971—1990
- Адольф Юзвенко від 1990

Інші особи, які працювали чи були пов'язані з Оссолінеумом
- Роман Афтаназій
- Вітольд Белза
- Владислав Белза
- Вільгельм Брухнальський
- Броніслав Ґубринович
- Александер Гіршберґ
- Єжи Коллер
- Тадеуш Маньковський
- Доміціан Мечковський
- Фелікс Ян Щенсни Моравський
- Фридерик Папе
- Мечислав Романовський
- Станіслав Смолька
- Владислав Іґнацій Віслоцький
- адвокат д-р Миколай Білік, синдик Оссолінеуму

## Згадки у кінематографі
У 2015 році повстав польський документальний фільм, присвячений Оссолінеуму, «Osso, moje Osso» режисера Яна Стренковського. У 2018 році з нагоди ювілею інституції вийшла документальна стрічка режисера Кшиштофа Кунерта «Ossolińczycy. 200 lat historii».